# Quốc kỳ Phần Lan
Quốc kỳ Phần Lan (tiếng Phần Lan: Suomen lippu, tiếng Thụy Điển: Finlands flagga), còn được gọi là Siniristilippu ("cờ chữ thập xanh"), có từ đầu thế kỷ XX. Lá cờ này có nền màu trắng và có một cây thánh giá Bắc Âu màu xanh lam, tượng trưng cho Cơ đốc giáo.
Lá cờ chính quyền khác đôi chút so với quốc kỳ Phần Lan vì nó có thêm quốc huy ở giữa. Còn phiên bản cờ đuôi nheo thì được dùng trong quân đội. Cờ tổng thống thì khác lá cờ đuôi nheo ở chỗ nó có biểu tượng Thánh giá Tự do trên góc trên bên trái của nó, bên cạnh đó cũng giữ nguyên thiết kế của lá cờ đuôi nheo. Khi xưa những người Phần Lan yêu nước muốn thiết kế một lá cờ đặc biệt để thay thế cho lá cờ Nga sau khi thành công ly khai khỏi Đế quốc Nga dựa trên ý tưởng của một nhà văn từ thế kỷ XIX. Màu xanh lam trên lá cờ đại diện cho hàng ngàn các hồ cũng như là bầu trời xanh, bao phủ lên nền tuyết trắng của mùa đông.

## Lịch sử

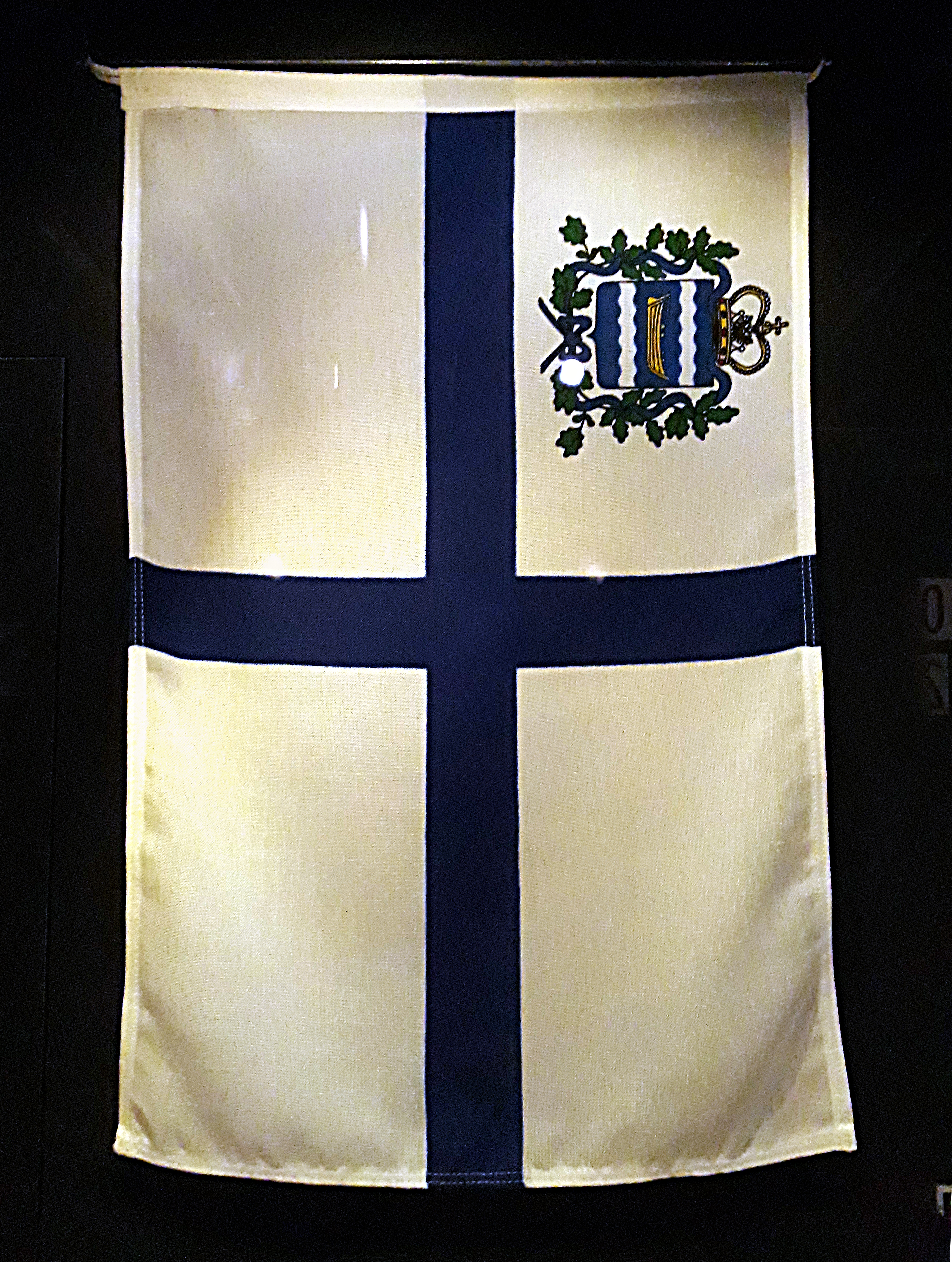
Lá cờ của hội du thuyền Nyländska Jaktklubben cũ (1861–1919), trưng bày tại Bảo tàng Hàng hải Phần Lan, thành phố Kotka.

Cờ hiệu hải quân tạm thời với tên gọi khác là "Cờ thánh George" được dùng trong cuộc chiến tranh Krym (1853–1856)

Lá cờ Phần Lan đầu tiên được trình diện cùng với bản quốc ca "Maamme" ("Đất nước ta") vào năm 1848. Thiết kế của lá cờ gồm có quốc huy Phần Lan trên nền trắng, bao quanh bởi một vòng nguyệt quế.
Thiết kế chữ thập màu xanh lam hiện nay ban đầu được dùng bởi hội du thuyền Nyländska Jaktklubben (1861-1919) tại Helsinki. Thêm vào đó, góc trên bên trái lá cờ của hội còn có huy hiệu tỉnh Uusimaa (cũ) được trang trí bằng vương miện, dải ruy băng cùng với dây leo. Nếu không nói đến vị trí của chữ thập xanh thì lá cờ này có thiết kế gần giống với lá cờ của hội du thuyền Saint Petersburg được thành lập trước đó. Thiết kế ấy có khả năng bắt nguồn từ lá cờ trắng cùng hai vạch chéo hình chữ X màu xanh lam của Hải quân Nga. Trong cuộc chiến tranh Krym, hạm đội Anh-Pháp bắt giữ các tàu buôn của người Phần Lan treo lá cờ Thánh George. Trong đó chữ thập màu xanh lam có nét mỏng hơn so với bây giờ, cũng như tỷ lệ giữa hai lá cờ là tương đương nhau. Một lá cờ với cùng mô típ cũng được tạo ra và được phê chuẩn cho tàu thuyền tư nhân sử dụng.
Vào năm 1910, trong chính sách đồng hóa nhân dân Phần Lan của Đế quốc Nga, các quan chức người Nga ra sắc lệnh yêu cầu gán một lá cờ Nga lên góc trên bên trái của lá cờ Thánh George. Nhân dân Phần Lan kịch liệt phản đối việc treo lá cờ này, và gọi lá cờ này bằng một cái tên châm biếm là "cờ của nô lệ" (orjalippu). Thay vào đó, họ treo một lá cờ chữ thập xanh hình tam giác bản dài để lảng tránh việc phải treo lá cờ quy định theo sắc lệnh.
Ngay sau khi giành được độc lập từ tay Đế quốc Nga (1917), chính quyền mới phát động một cuộc thi sáng tác cờ. Các lá cờ tham gia dự tuyển được chia làm hai nhóm chính: một nhóm dùng màu đỏ và vàng dựa trên quốc huy Phần Lan và nhóm còn lại dùng hai màu trắng và xanh lam như hiện nay.
Trong các lá cờ tham gia dự tuyển, ta có thể nhắc tới một lá cờ với biểu tượng "Thánh giá Dannebrog" màu vàng trên nền đỏ, có thiết kế tương tự với quốc kỳ Phần Lan hiện nay. Một lá cờ dự tuyển khác có các vạch chéo màu xanh lam và màu trắng xếp xen kẽ nhau nhưng có người phản bác rằng "lá cờ ấy có lẽ sẽ hợp với một tiệm cắt tóc hơn là làm biểu tượng của một quốc gia độc lập". Họa sĩ Akseli Gallen-Kallela thì đề xuất một lá cờ Thánh giá màu trắng trên nền xanh lam giống với lá cờ của 2 vương quốc Thụy Điển và Hy Lạp thời bấy giờ. Cuối cùng, lá cờ do hai họa sĩ Eero Snellman và Bruno Tuukkanen sáng tác dựa trên thiết kế của nhà thơ Zachris Topelius (1860) đã được chọn làm quốc kỳ Phần Lan.
Lá cờ chính quyền (quốc kỳ cùng với quốc huy ở giữa) được trải qua thêm hai lần chỉnh sửa. Lần thứ nhất tiến hành loại bỏ vương miện trên quốc huy Phần Lan (1922). Đến lần thứ hai (1978) tiến hành đổi quốc huy hình tấm khiên trên lá cờ bằng quốc huy hình chữ nhật như hiện nay.

## Khái niệm về mặt pháp luật

### Kích thước
Theo luật pháp Phần Lan, quốc kỳ Phần Lan có dạng hình chữ nhật, tỷ lệ giữa chiều rộng và chiều dài là 11:18, gần bằng tỷ lệ vàng. Tỷ lệ màu theo chiều dọc là 4 trắng:3 xanh lam:4 trắng và tỷ lệ màu theo chiều ngang là 5 trắng:3 xanh lam:10 trắng. Lá cờ đuôi nheo có tỷ lệ giữa chiều rộng và chiều dài là 11:19, phần đuôi nheo dài 5 đơn vị, hay còn nói tỷ lệ giữa phần đuôi nheo và chiều dài của lá cờ là 5:19. Khi treo trên cột cờ thì chiều dài của cột phải gấp 6 lần chiều rộng của lá cờ.

### Sử dụng

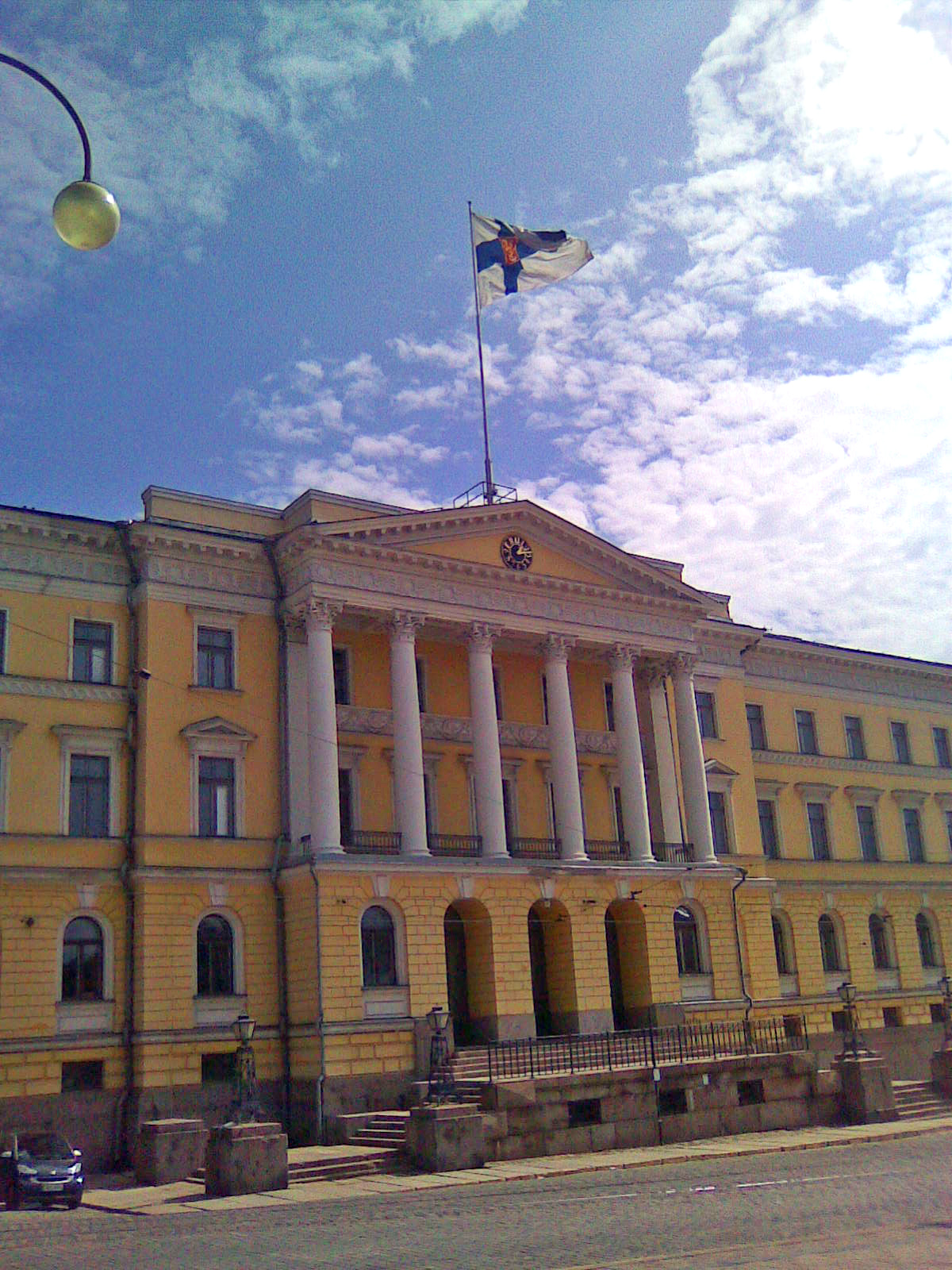
Lá cờ chính quyền treo trên nóc trụ sở Chính phủ Phần Lan tại quảng trường Nghị viện, thủ đô Helsinki.

Có 3 biến thể cờ Phần Lan thường được sử dụng. Toàn thể nhân dân và các tổ chức có quyền treo quốc kỳ tại bất cứ khi nào họ thấy hợp lý. Lá cờ chính quyền hình chữ nhật được treo bởi các cơ quan chính quyền cấp Nhà nước và cấp vùng, các hội kinh sĩ nhà thờ Chính tòa của các nhà thờ Tin lành Luther/Chính thống giáo và các tàu thuyền không thuộc biên chế hải quân.
Lá cờ đuôi nheo được dùng làm cờ hiệu hải quân cũng như được dùng bởi quân đội Phần Lan. Bộ Quốc Phòng, Tổng tư lệnh Quân đội, Tư lệnh Hải quân và Tổng thống có cờ chuyên dụng.
Công dân, các công ty, tổ chức sẽ treo cờ vào những ngày treo cờ chính thức cũng như không chính thức. Ngoài những ngày trên thì không được yêu cầu treo cờ. Ngày Lễ quốc kỳ của Phần Lan được tổ chức vào ngày Hạ chí (ngày thứ bảy của tuần thứ 3 hoặc thứ 4 tùy theo năm).
Quốc kỳ Phần Lan thường được treo vào lúc 8 giờ sáng và được hạ xuống vào lúc mặt trời lặn hay trước 9 giờ tối. Trong các ngày Quốc tang, Bộ Nội vụ khuyến khích nhân dân khắp cả nước treo cờ rủ.
Nhân dân Phần Lan có tục lệ treo cờ lúc 6 giờ tối đêm Hạ chí (trước ngày Hạ chí 1 ngày) tới 9 giờ tối Ngày Hạ chí để ám chỉ rằng bóng tối không xuất phát từ bất kỳ nơi nào trên đất nước Phần Lan trong đêm Hạ chí. Ngày Hạ chí cũng là ngày Lễ Quốc kỳ của Phần Lan.

### Màu sắc
Các màu sắc trên lá cờ  được xác định trong các bảng màu CIE 1931 và CIE 1976, theo Viện Tiêu chuẩn Thụy Điển và bởi Hệ thống khớp màu Pantone. 
| Bảng màu | Xanh da trời         | Đỏ                 | Vàng               |
| --- | -------------------- | ------------------ | ------------------ |
| CIE (x, y, Y) | 0.1856, 0.1696, 5,86 | 0.576, 0.312, 10.9 | 0.486, 0.457, 45.7 |
| CIE (L*, a*, b*) | 29.06, 7.24, −36.98  | 39.4, 59.0, 29.6   | 73.4, 14.8, 79.0   |
| SS 01 91 22 | 4060-R90B            | 1090-Y90R          | 0080-Y204          |
| Pantone | 294 C                | 186 C              | 123 C              |
| * Phần 3 của nguồn dưới cho biết chất chiếu sáng là D65 và phép đo màu thực hiện bằng máy quang phổ với góc nhìn 2° và ánh sáng chiếu từ tất cả các hướng. * Nguồn: http://www.finlex.fi/fi/laki/alkup/1993/1993/19930827 Quyết định 827/1993 của Chính phủ Phần Lan (tiếng Phần Lan) |                      |                    |                    |

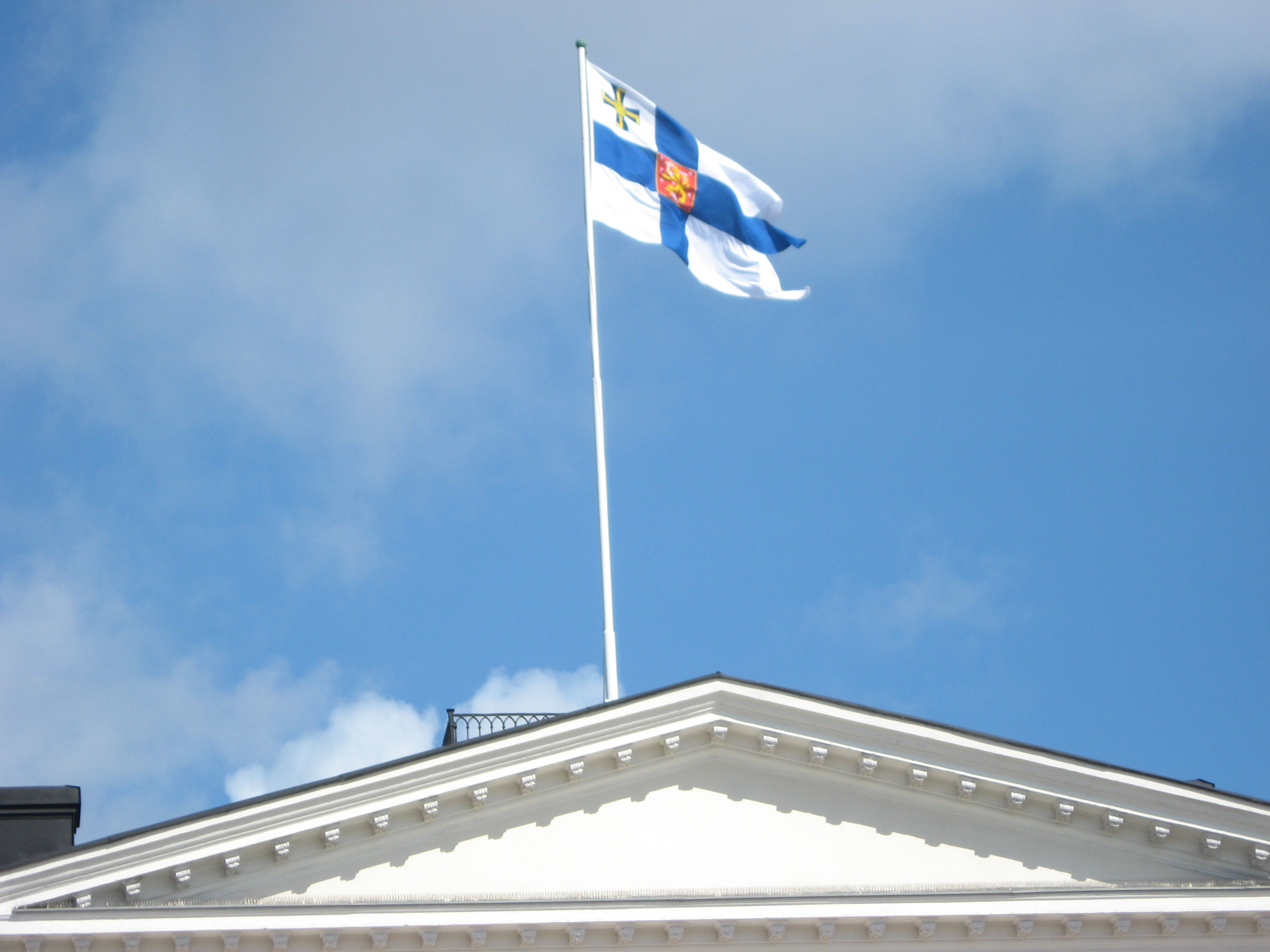
Cờ tổng thống treo trên nóc Phủ Tổng thống, thủ đô Helsinki.

Không có định nghĩa RGB chính thức cho các màu sắc của lá cờ vì gam màu của chúng quá hẹp. Từ bảng màu CIE L*a*b*, các giá trị gần đúng không chính thức của các màu trong sRGB (từ 0–255) là: xanh lam R=24, G=68, B=126, đỏ R=181, G=28, B=49 và vàng R=237, G=167, B=0. Màu vàng thực ra không nằm trong không gian màu sRBG. Màu xanh lam được gọi là "xanh nước biển", là một màu xanh lam đậm trung bình. Nó không phải là màu xanh nước biển đậm, và chắc chắn không phải là bất kỳ màu sáng hoặc xanh lục nào như xanh ngọc hoặc lục lam. Nó có thể được thay thế cho màu xanh của cồn thạch anh.
Màu đỏ và vàng được dùng để tô quốc huy trên lá cờ chính quyền.
Ngoài ra, các nghệ sĩ hoặc sinh viên có thể thấy hữu ích khi biết rằng màu xanh lam trong Quốc kỳ hiện tại có mã màu hex gần đúng là: #002f6c hoặc mã RGB là R:0 G:47 B:108. Những màu này được chuyển đổi từ Pantone 294 C như đã nêu ở trên trong bảng.

## Một số điều luật liên quan
Luật pháp Phần Lan nghiêm cấm các hành vi phá hỏng hay phỉ báng Quốc kỳ. Việc tháo cờ ra khỏi cột cờ khi chưa được sự cho phép cũng được coi là một hành vi vi phạm pháp luật. Những người vi phạm sẽ bị xử phạt hành chính vì tội xúc phạm Quốc kỳ.
Luật pháp Phần Lan cũng nghiêm cấm việc sử dụng cờ chính quyền hay cờ tổng thống khi chưa được sự cho phép, cũng như việc vẽ bậy lên lá cờ. Các lá cờ không đủ tiêu chuẩn theo quy định của pháp luật thì không được phép lưu hành trên thị trường. Các hành vi trên vi phạm quy định về việc Treo/dùng cờ và người có hành vi trên sẽ bị xử phạt hành chính.
Để thể hiện sự tôn trọng đối với lá cờ, người dân thường làm những việc như tránh làm bẩn hay làm hư hỏng lá cờ, tránh không để cờ chạm đất, phơi khô cờ trong nhà sau khi giặt cờ. Đối với những lá cờ đã phai màu, rách rưới thì phải tiến hành thiêu hủy lá cờ (không chấp nhận hành vi thiêu hủy lá cờ với ý đồ xúc phạm). Nếu không tiến hành thiêu hủy thì có thể cắt lá cờ ra thành những mảnh nhỏ đủ để nhận diện được thiết kế của lá cờ. Không ai được phép chôn cờ xuống đất hay ném xuống biển, và không được đặt lá cờ vào những nơi ô uế như thùng rác.

## Cờ hiệu của hội du thuyền

Thiết kế cờ dành cho các hội du thuyền cho phép gán biểu tượng của hội lên ô trên bên trái. Tỷ lệ cờ 11:18

Một điều đặc biệt là các hội du thuyền tổ chức tại Phần Lan được quyền gắn huy hiệu hội lên lá cờ để làm cờ chính thức của hội với sự chấp thuận của chính quyền. Lá cờ ấy gồm có hai dải màu trắng với độ rộng 3⁄5 đơn vị nằm chồng lên 2 dải màu xanh lam cùng với huy hiệu của hội ở góc trên bên trái. Thông thường các hội viên sẽ dùng lá cờ của hội bên trong vùng nước của Phần Lan để tránh gây hiểu lầm với người dân nước láng giềng. Tuy nhiên trên thực tế thì lá cờ của hội du thuyền được phép sử dụng ở mọi nơi trên thế giới.

## Các lá cờ trong lịch sử

Quốc kỳ Phần Lan (1918–1920)
Hiệu kỳ chính quyền (1918-1920)
Cờ đuôi nheo/Quân kỳ (1918-1920)
Hiệu kỳ Nhiếp chính Phần Lan (1918–1919)

Hiệu kỳ tổng thống Cộng hòa(1920–1944,1946–1978)
Hiệu kỳ tổng thống Cộng hòa của Thống tướng Gustaf Mannerheim, Tổng thống thứ 6 của Phần Lan (1944–1946).
Hiệu kỳ Hải quan Phần Lan (1919-1920)
Hiệu kỳ Hải quan Phần Lan (1920-1978)

Hiệu kỳ Bưu điện Phần Lan (1918-1939)
Hiệu kỳ Bưu điện Phần Lan (1939-1978)

## Những lá cờ từng được đề xuất

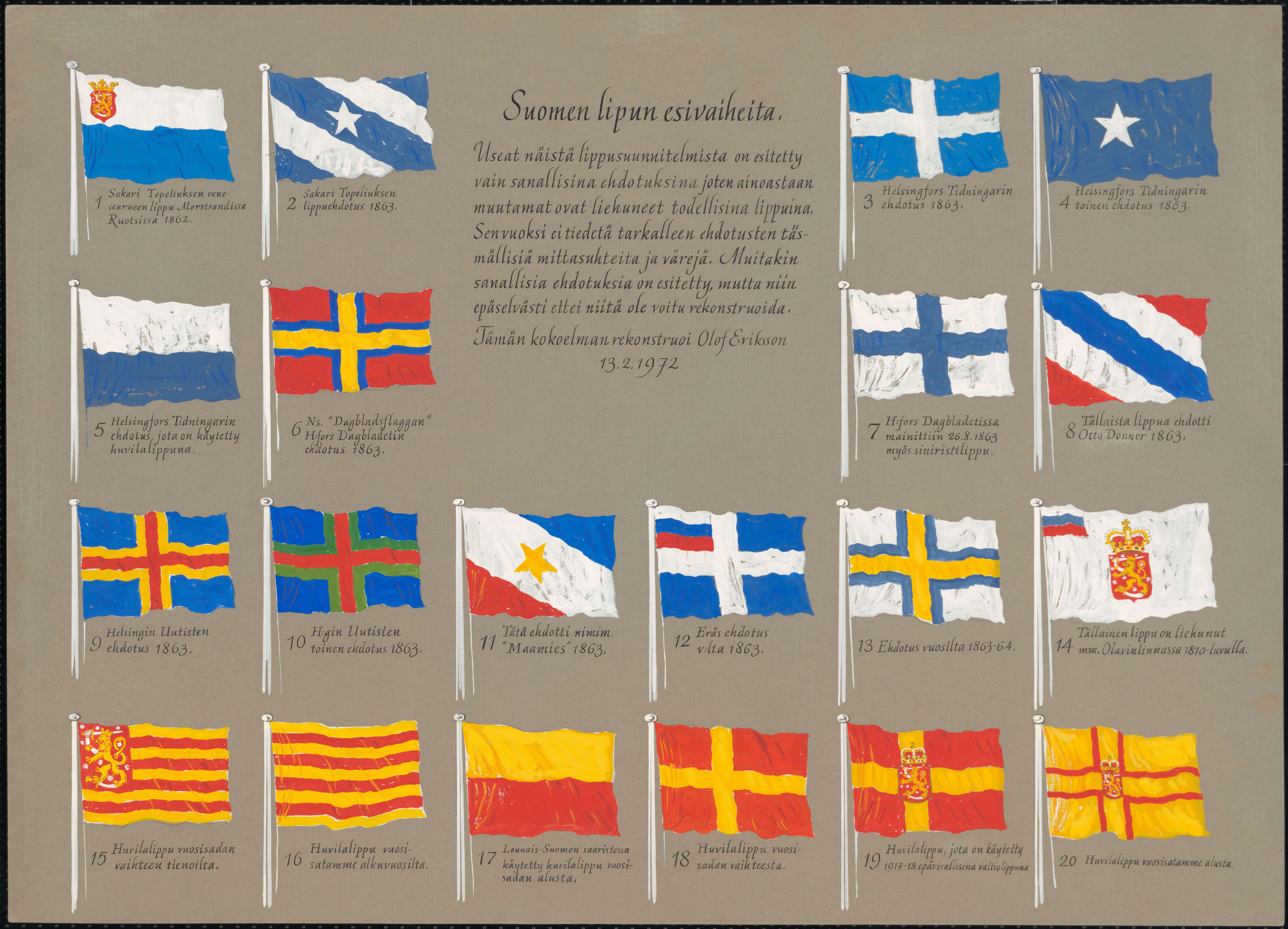
Những lá cờ được đề xuất từ năm 1862 tới 1918 do họa sĩ Olof Eriksen tổng hợp lại.
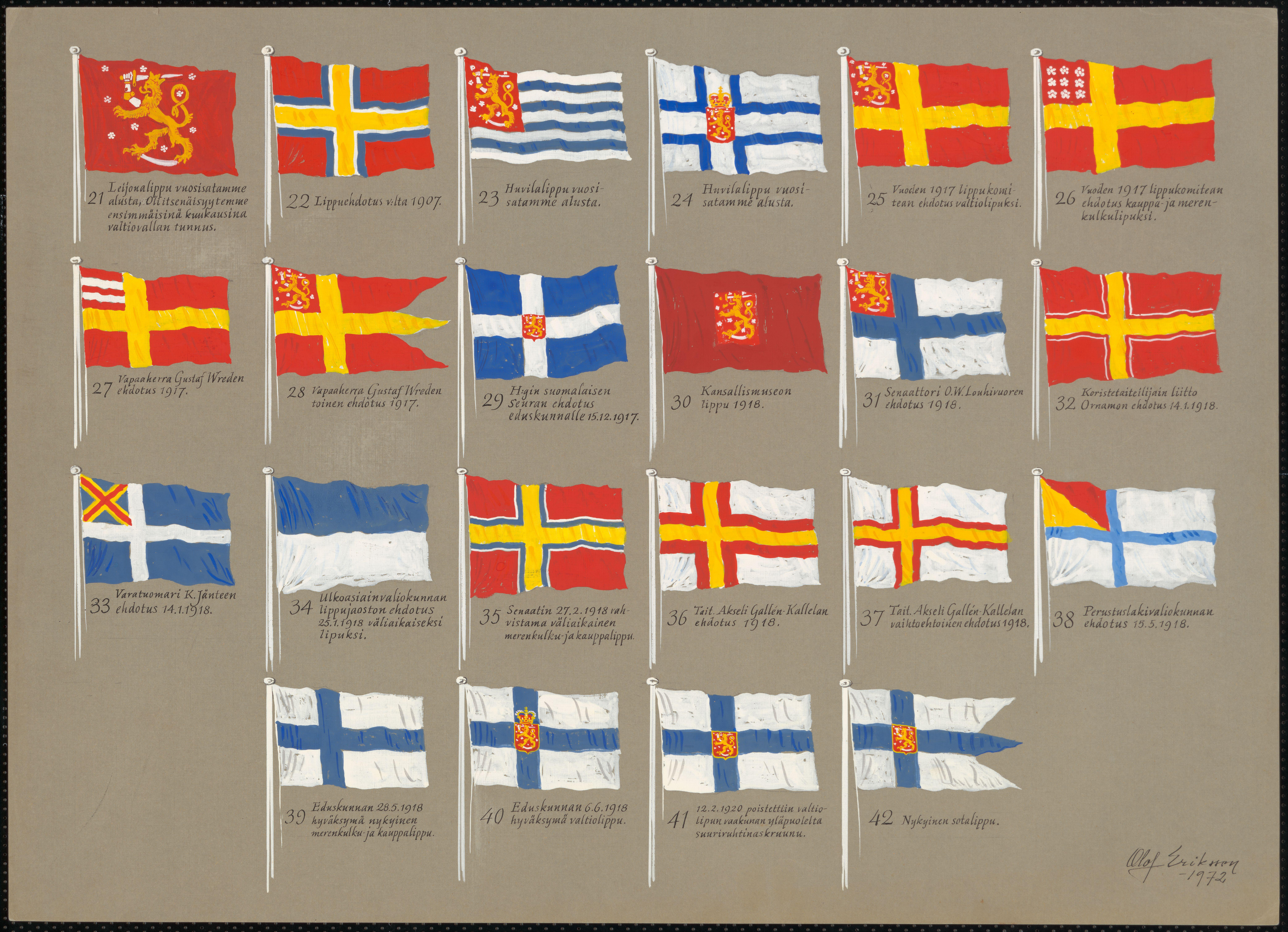